# Acanthopagrus berda
Pour les articles homonymes, voir Berda.
Espèce
Statut de conservation UICN

 LC  : Préoccupation mineure
Acanthopagrus berda est une espèce de poissons marins de la famille des Sparidés, également appelé Pagre berda, ou pagre picnic.